# Wyścig Brazylii WTCC

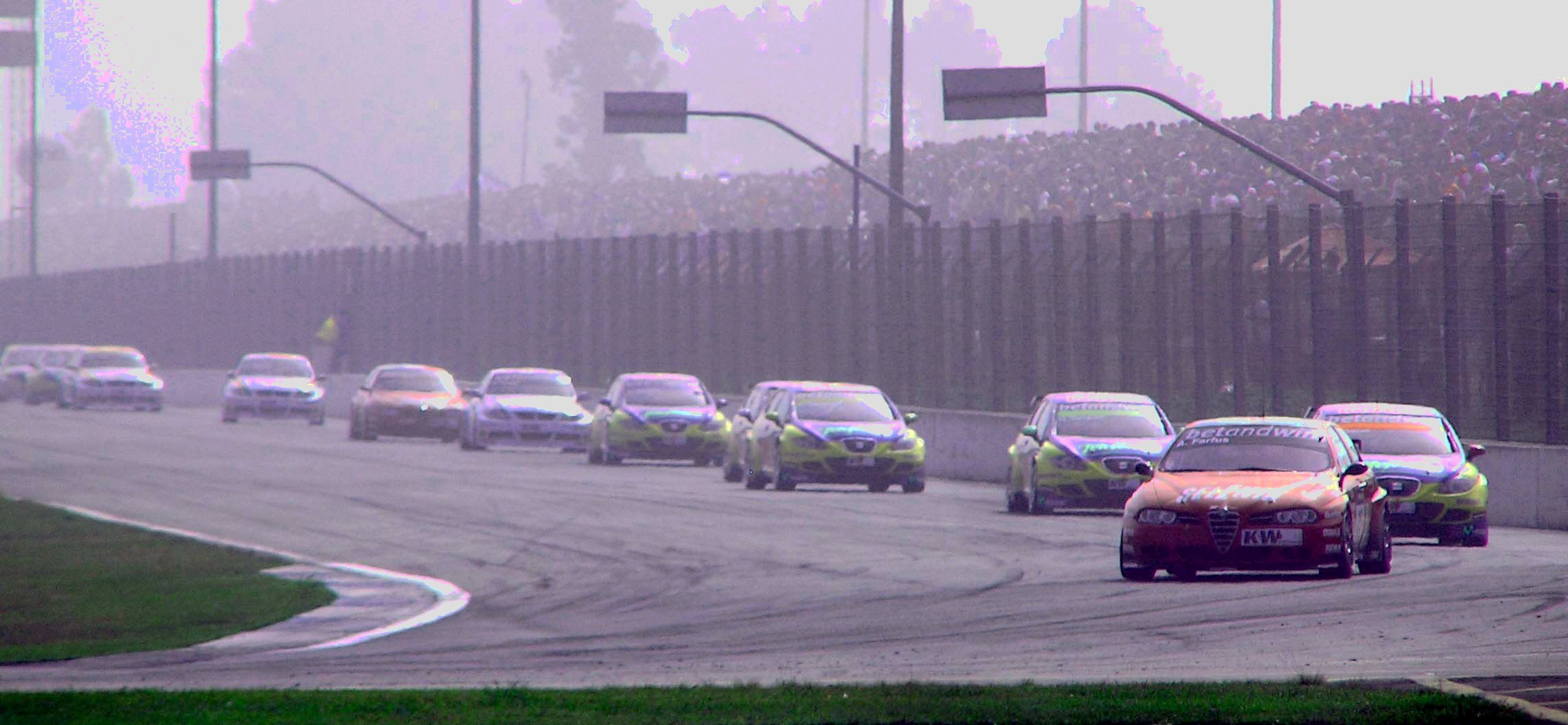
Pierwszy Wyścig Brazylii WTCC w 2006

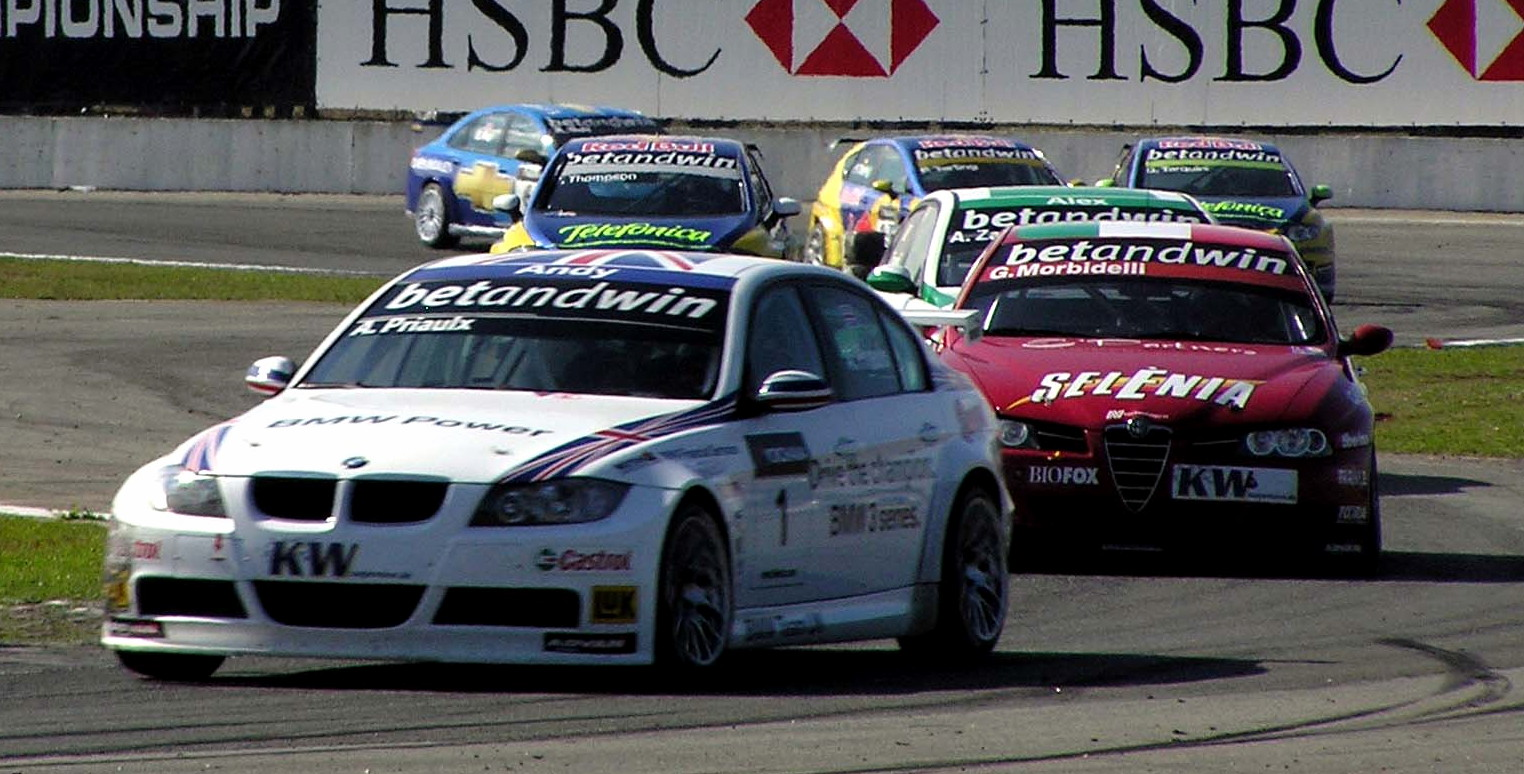
Andy Priaulx jadący po zwycięstwo w 2006

Wyścig Brazylii WTCC – runda World Touring Car Championship rozgrywana w latach 2006–2012 na torze Autódromo Internacional de Curitiba w mieście Pinhais koło granicy z Kurytybą w brazylijskim stanie Parana. W latach 2007–2011 stanowiła ona inaugurację sezonu. Głównym sponsorem Wyścigu Brazylii od początku jego istnienia był HSBC Bank Brasil. W 2013 rundę tę zastąpił Wyścig Argentyny.

## Zwycięzcy
| Sezon | Kierowca                    | Samochód        | Zespół           | Lokalizacja | Wyniki |
| ----- | --------------------------- | --------------- | ---------------- | ----------- | ------ |
| 2006  | Wyścig 1: Jordi Gené        | SEAT León       | SEAT Sport       | Kurytyba    | Wyniki |
| 2006  | Wyścig 2: Andy Priaulx      | BMW 320si       | BMW Team UK      | Kurytyba    | Wyniki |
| 2007  | Wyścig 1: Jörg Müller       | BMW 320si       | BMW Team Germany | Kurytyba    | Wyniki |
| 2007  | Wyścig 2: Augusto Farfus    | BMW 320si       | BMW Team Germany | Kurytyba    | Wyniki |
| 2008  | Wyścig 1: Yvan Muller       | SEAT León       | SEAT Sport       | Kurytyba    | Wyniki |
| 2008  | Wyścig 2: Gabriele Tarquini | SEAT León       | SEAT Sport       | Kurytyba    | Wyniki |
| 2009  | Wyścig 1: Yvan Muller       | SEAT León       | SEAT Sport       | Kurytyba    | Wyniki |
| 2009  | Wyścig 2: Gabriele Tarquini | SEAT León       | SEAT Sport       | Kurytyba    | Wyniki |
| 2010  | Wyścig 1: Yvan Muller       | Chevrolet Cruze | Chevrolet        | Kurytyba    | Wyniki |
| 2010  | Wyścig 2: Gabriele Tarquini | SEAT León       | SR-Sport         | Kurytyba    | Wyniki |
| 2011  | Wyścig 1: Robert Huff       | Chevrolet Cruze | Chevrolet        | Kurytyba    | Wyniki |
| 2011  | Wyścig 2: Alain Menu        | Chevrolet Cruze | Chevrolet        | Kurytyba    | Wyniki |
| 2012  | Wyścig 1: Yvan Muller       | Chevrolet Cruze | Chevrolet        | Kurytyba    | Wyniki |
| 2012  | Wyścig 2: Robert Huff       | Chevrolet Cruze | Chevrolet        | Kurytyba    | Wyniki |